# 新西伯利亚州
新西伯利亚州（羅馬化：Novosibirskaya oblast），位於西西伯利亞平原東南部，是俄羅斯聯邦主體之一。面積178,200平方公里，人口2,692,251（2002年）。首府新西伯利亚。该州南部与哈萨克斯坦接壤。

## 历史
中世纪时，该地区由西伯利亞韃靼人和铁列乌特人居住。